# Famicom 3D System

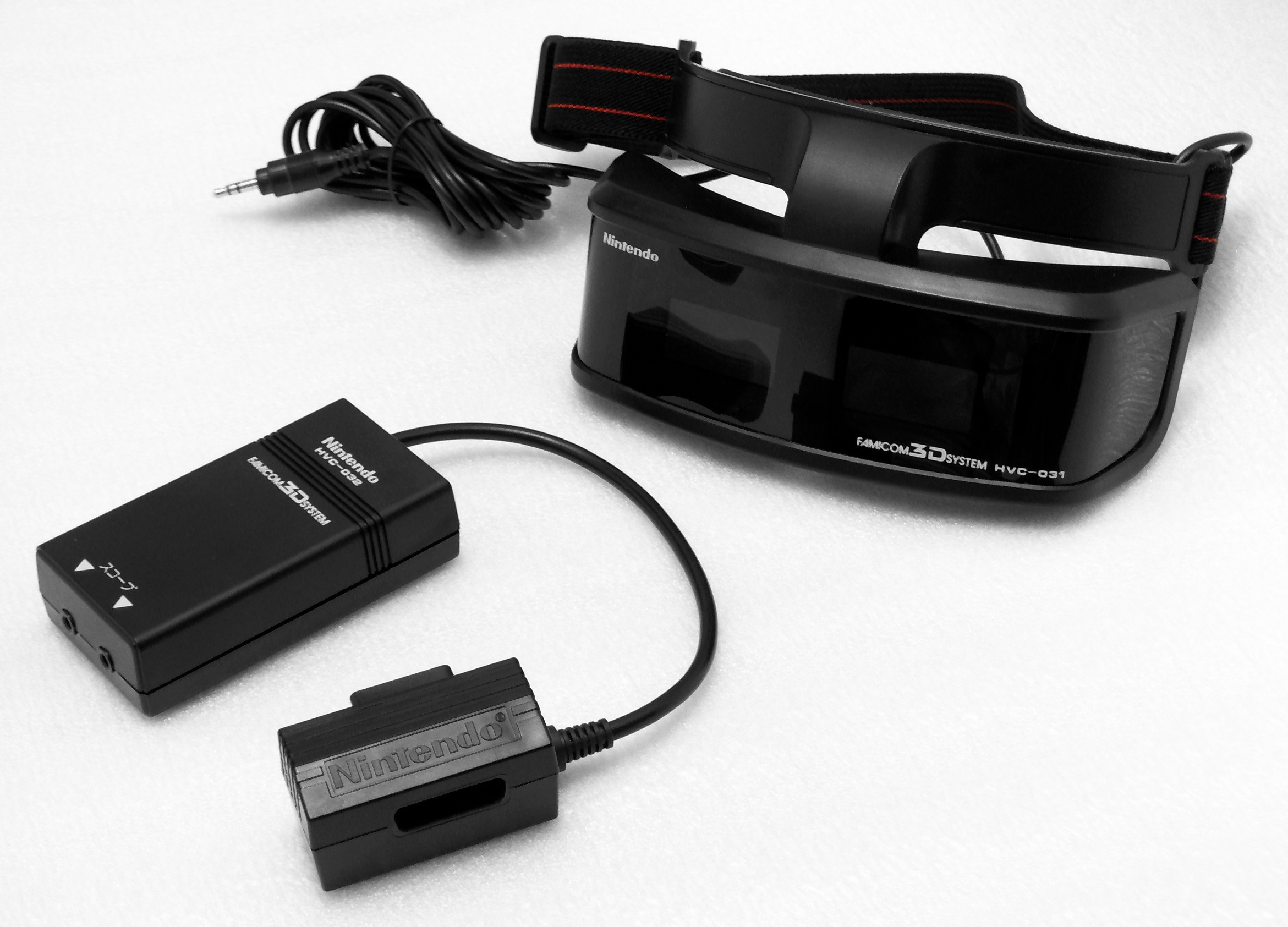
Famicom 3D System

Famicom 3D System (ファミコン3Dシステム ? ) é um acessório para o Famicom que foi lançado apenas no Japão. O sistema consistia num par de oculos de cristais líquidos que recebia o sinal de vídeo através de uma dupla entrada 3,5 milímetros ligadas a um adaptador especial. Deu jogos compatíveis a ilusão de profundidade 3D, como os óculos 3D do SEGA Master System. Com a exceção de Falsion, jogos seriam jogados em 2D convencional até um "modo 3D" ser ativado pressionando o botão de seleção.

## Lista de jogos compativeis
- Attack Animal Gakuen by Pony Canyon
- Cosmic Epsilon by Asmik
- Falsion by Konami
- Famicom Grand Prix: 3D Hot Rally by Nintendo
- Highway Star by Square (conhecido na América do Norte como Rad Racer)
- Tobidase Daisakusen by Square (conhecido na América do Norte como The 3-D Battles of World Runner)
- JJ, Tobidase Daisakusen Part II by Square